# Kong Shangren

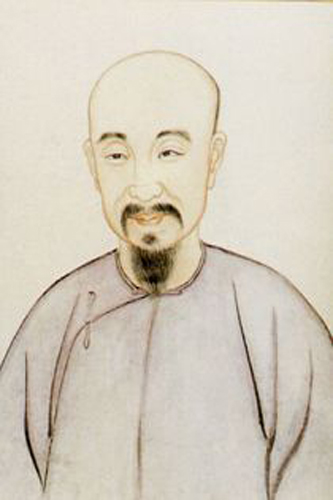
Zeitgenössisches Porträt Kong Shangrens

Kong Shangren (chinesisch 孔尚任, Pinyin Kǒng Shàngrèn, W.-G. K’ung Shang-jen; geboren 1648 in Qufu; gestorben 1718 ebenda) war ein chinesischer Dichter der Qing-Dynastie.

## Leben
Kong war ein Nachfahre von Konfuzius in der 64. Generation und entsprechend seiner Familientradition ein Gelehrter. Er war ein Literat und Sammler antiker Schriften, insbesondere zu Geschichte, Zeremonien und Musik. Bei einem Besuch des Kaisers Kangxi in der Familienresidenz der Kong in Qufu beeindruckte er den Herrscher und wurde 1685 als Gelehrter und Beamter nach Peking berufen, wo er auch an der Guozijian lehrte.
Obwohl auch frühere Werke von ihm existieren, darunter die zwei Historienspiele Xiao Hulei und Da Hulei (Kleine bzw. Große Laute), wird als Hauptwerk Kong Shangrens sein historisches Theaterstück Der Pfirsichblütenfächer angesehen, welches er 1699 nach mehr als einem Jahrzehnt Bearbeitungszeit veröffentlichte. 1700 gab er alle seine Ämter auf und verbrachte seinen Lebensabend ab 1703 in Qufu, ohne weiterhin literarisch tätig zu sein. Dies gab Anlass zur umstrittenen Spekulation, dass er aufgrund seines hochpolitischen Erfolgswerks seiner Ämter enthoben wurde – obwohl darin der wenige Jahrzehnte zuvor untergegangenen Ming-Dynastie nachgetrauert wurde, wurde es ein Lieblingsstück von Kaiser Kangxi persönlich. Es wurde bereits 1700 populär aufgeführt und wurde auch mehrfach adaptiert und verfilmt.

## Der Pfirsichblütenfächer
Das Theaterstück Táohuā shàn (chinesisch 桃花扇, Pinyin Táohuā shàn, W.-G. T'ao-hua shan, deutsch: Pfirsichblütenfächer) stellt in 44 Szenen und mit 30 Hauptrollen die Umstände des Untergangs der Südlichen Ming am kurzlebigen Hofe von Kaiser Hongguang (Amtszeit 1644/45, auch: Zhu Yousong) in Nanjing in den Jahren 1643 bis 1648 dar. Zentrale Figuren sind das Liebespaar Hou Fangyu und Li Xiangjun, deren Romanze letztlich zum Scheitern verurteilt ist. Dabei wird loyalistisch auf die Glanzzeit der früheren Ming-Dynastie verwiesen, die aufgrund von eigensüchtigen und kurzsichtigen Entscheidungen der konkurrierenden Gruppen bei Hofe unterging. Die historischen Rollen sind moralisch vielschichtig porträtiert. Der namensgebende Fächer wird bei einem Suizidversuch mit dem Blut der Heldin Li bespritzt – das so entstandene rote Bild wird nachträglich zu einem Blütenmotiv umgestaltet. Die Darstellung und Organisation aller Figuren folgt philosophischen (konfuzianischen wie taoistischen) Erwägungen, einer komplexen Einteilung in verschiedene und teilweise überlappende Klassifizierungssysteme sowie zeitgenössischen Klischees.